# Josep Guijarro
Josep Guijarro Triadó (Tarrasa, Barcelona; 12 de mayo de 1967) es un periodista, escritor y reportero de radio, prensa y televisión español. 

## Biografía
Ha dirigido y presentado durante una década (1998-2008) el programa Enigmes i Misteris en RNE 4 (Radio Nacional de España en Cataluña).
También colaboró en el desaparecido programa Channel nº4 de la cadena de televisión Cuatro. Ha sido redactor-jefe de la revista Más allá y director de la decana revista KARMA 7.
En otros ámbitos ha recibido el micrófono de plata de la APEI RTV por su labor al frente de Hoy por Hoy Vallés (Cadena SER), ha dirigido la revista SER ACTUAL (primera revista gratuita del corazón en España). Ha dirigido la revista de viajes Rutas del Mundo. Esta labor viajera, con una visión didáctica, le ha permitido colaborar con el programa La rosa de los vientos en una sección que lleva por título Los 32 rumbos y que posee site propio en internet Los 32 Rumbos.
En febrero de 2009 empezó a simultanear la dirección de la mencionada revista con la de la veterana PENTHOUSE, revista para adultos hasta su cierre en enero de 2013.
Es colaborador del programa "Divendres" que emite TV3 (Televisió de Catalunya) todas las tardes, de lunes a viernes, con una sección que explora los misterios catalanes.
Ha participado como documentalista y productor de la serie "¿Extraterrestres?" en Canal de Historia. Ha dirigido la revista de viajes, arqueología e historia, Planeta desconocido, de la que se publicaron tres números.

## Libros
- Infiltrados, seres de otras dimensiones entre nosotros (Sangrilá, 1994), ISBN 84-604-9144-7
- Guía de la Cataluña mágica (Martínez Roca, 1999), ISBN 84-270-2455-X
- El tesoro oculto de los templarios (Martínez Roca, 2001) ISBN 84-270-2700-1
- Gótica (Aguilar, 2005) ISBN 84-03-09621-6
- Rex Mundi (Aguilar, 2006) ISBN 84-03-09704-2
- In-Creíble (Libros Cúpula, 2013) ISBN 978-84-480-0816-1
- Guia fantàstica de Catalunya (Angle Editorial, 2013) ISBN 84-15695-40-0
- Coincidencias Imposibles (Libros Cúpula, 2014) ISBN 84-480-2036-1
- Aliens Ancestrales (Luciérnaga, 2015) ISBN 978-84-15864-80-6